# سیارک ۱۰۳۸۸
سیارک ۱۰۳۸۸ (به انگلیسی: 10388 Zhuguangya، نامگذاری:1996YH3) ده هزار و سیصد و هشتاد و هشتمین سیارک کشف شده‌است که در ۲۵ دسامبر ۱۹۹۶ کشف شد.
قدر مطلق سیارک برابر ۶۴٫۵ است.